# Смоленские украсы
Музей счастья «Смоленские украсы» — этнографический музей, посвященный истории и традиционной культуре Смоленской земли, находящийся в Маховой башне Смоленской крепостной стены.

## История музея
Появление в Смоленске этнографического музея тесно связано с работой детского туристического клуба «Гамаюн», основателем и бессменным руководителем которого являлся Владимир Иванович Грушенко. Начиная с 1970 года, в регулярно проводимых членами клуба краеведческих экспедициях, было собрано более 2000 экспонатов, отражающих народный быт Смоленского края конца XIX — середины XX века: образцы вышивки и ткачества (вышитые рушники, сарафаны, рубахи, скатерти и пр.), изделия из керамики (гончарные и лепные), дерева (прялки, гребни, лапти и др.) и металла (серпы, молоты, топоры, вилы, скобели и пр.).
По решению Смоленского горисполкома в 1991 году Маховая башня смоленской крепостной стены, в которой до этого момента располагался Музей пионерского движения, была передана Дворцу творчества детей и юношества для создания в ней клубом «Гамаюн» этнографического музея «Смоленские украсы». Официально музей был открыт в сентябре 1993 года. В его экспозиции была представлена меньшая часть материалов, собранных участниками клуба «Гамаюн» — менее 400 экспонатов. Большая часть коллекции хранилась в музее при Дворце творчества детей и юношества («Дом купца Будникова»). За 10 лет существования музея в нём побывало более 24 000 посетителей. Тем не менее, ввиду отсутствия финансирования, а также нерешенных технических и организационных проблем (отсутствие отопления и проблем с освещением в Маховой башне) музей постепенно приходил в запустение и в 2000-х годах уже редко проводил экскурсии.
Повторное открытие музея состоялось в феврале 2016 года, когда по инициативе В. И. Грушенко энтузиасты из туристического клуба «Гамаюн» и исторического клуба «Истоки» своими силами и на собственные средства привели экспозицию и помещение музея в надлежащий вид. Планировка экспозиции возрождённого музея использовала трёхъярусность конструкции Маховой башни. На первом этаже размещались экспонаты связанные с женским ремеслом и бытом: ткацкий станок XIX века, элементы одежды традиционной для Смоленского края, предметы быта, гончарная керамическая посуда. На втором этаже представлены предметы из металла: топоры, скобели, замки, засовы, серпы, самовары, утюги, весовые гири и прочее. Отдельной гордостью музея является коллекция орнаментированных печных дверец художественного чугунного литья XIX—XX века. На третьем этаже реконструкторами клуба «Истоки» была создана экспозиция восстанавливающая быт славян IX—XI веков. В ней широко представлены предметы быта и вооружения, заново воссозданные по материалам археологических находок.

## Современный музей

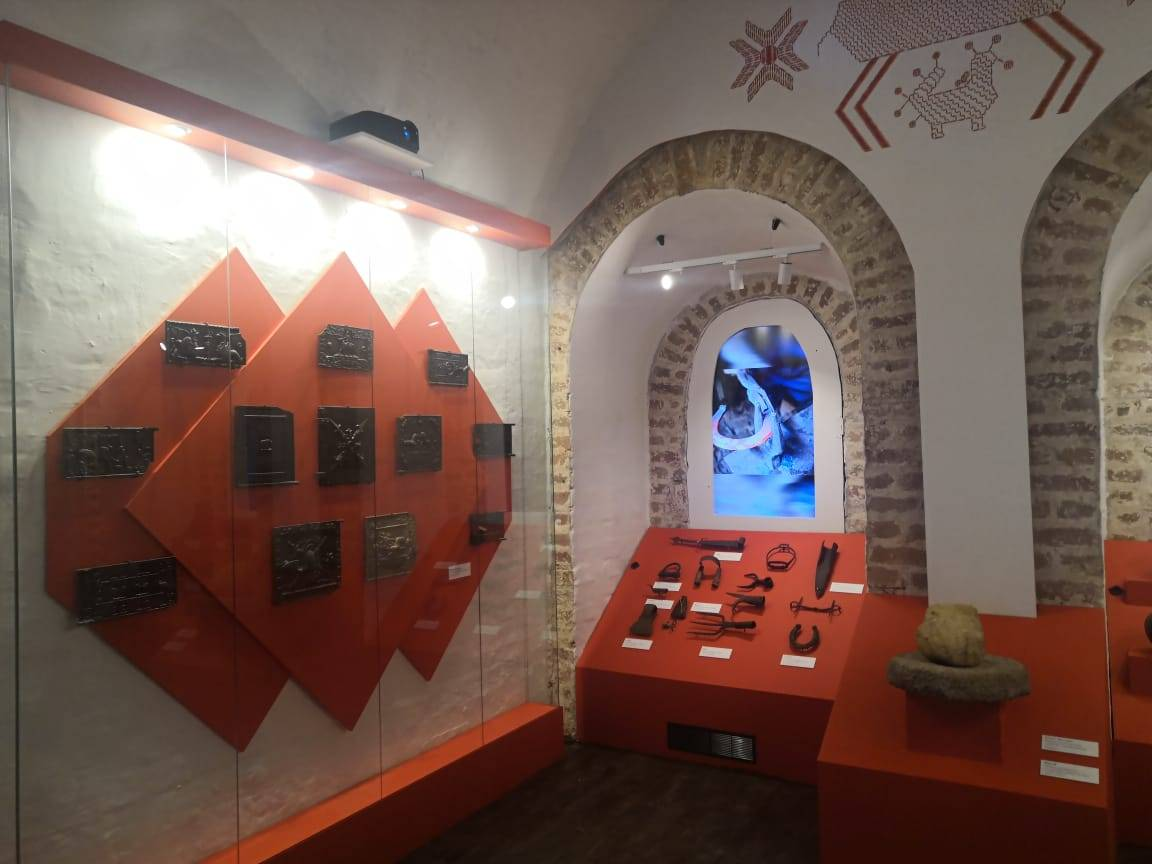
Экспонаты музея:
слева — коллекция печных дверец художественного чугунного литья, прямо — предметы крестьянского быта XIX века.

В 2018 году Российское военно-историческое общество реализовало проект реконструкции Маховой башни, в результате которой в её помещения было проведено отопление и освещение, отреставрированы и покрыты орнаментированными рисунками внутренние стены, проведены другие дополнительные работы. Также в Государственном научно-исследовательском институте реставрации было проведено восстановление некоторых повреждённых экспонатов. Экспозиция музея была заново систематизирована и профессионально оформлена. Министр культуры РФ В. Р. Мединский пожертвовал на эти работы и на обновление экспозиции музея свой гонорар за постановку на сцене Малого театра пьесы по его роману «Стена». Повторное открытие обновлённого музея состоялось в декабре 2018 года.
По мнению В. И. Грушенко открытие обновлённой экспозиции является «преображением и музея, и самой Маховой башни».